# Georgeta Gabor
Georgeta Gabor   (Onești, 10 de gener de 1962) és una gimnasta artística romanesa, ja retirada, que va competir durant la dècada de 1970.
El 1976 va prendre part en els Jocs Olímpics de Mont-real, on va disputar sis proves del programa de gimnàstica. Guanyà la medalla de plata en la competició del concurs complet per equips, mentre en les altres proves quedà en posicions força endarrerides.